# Kolman Muillin
Svatý Kolman Muillin z Derrykeighanu nebo také Kolman z Doire Caocháin či Kolman Moldendarius a Miller byl na konci 6. století jeden z členů skupiny banditů, které přivedl k víře svatý Kolman Elo. Jméno "Mille" vychází ze slova mlýn, což bylo časté místo jeho uctívání.
Jeho svátek se slaví 1. ledna.